# دایمبگ دارل
دارل لنس ابوت (۱۹۶۶-۲۰۰۴) که بیشتر با نام مستعار دایمبگ دارل(به انگلیسی: Dimebag Darrell) شناخته می‌شود، نوازندهٔ گیتار آمریکایی و عضو پیشین گروه پنترا و دمیج پلن بود. او همچنین با گروه کانتری ربل میتس ربل همکاری داشت.
دارل در ۸ دسامبر سال ۲۰۰۴ زمانی که همراه با گروه دمیج پلن در کلوپ آلروزا ویلا مشغول اجرای برنامه بود،
توسط شخصی به‌نام ناتان گیل و با شلیک چند گلوله به قتل رسید.

## درباره

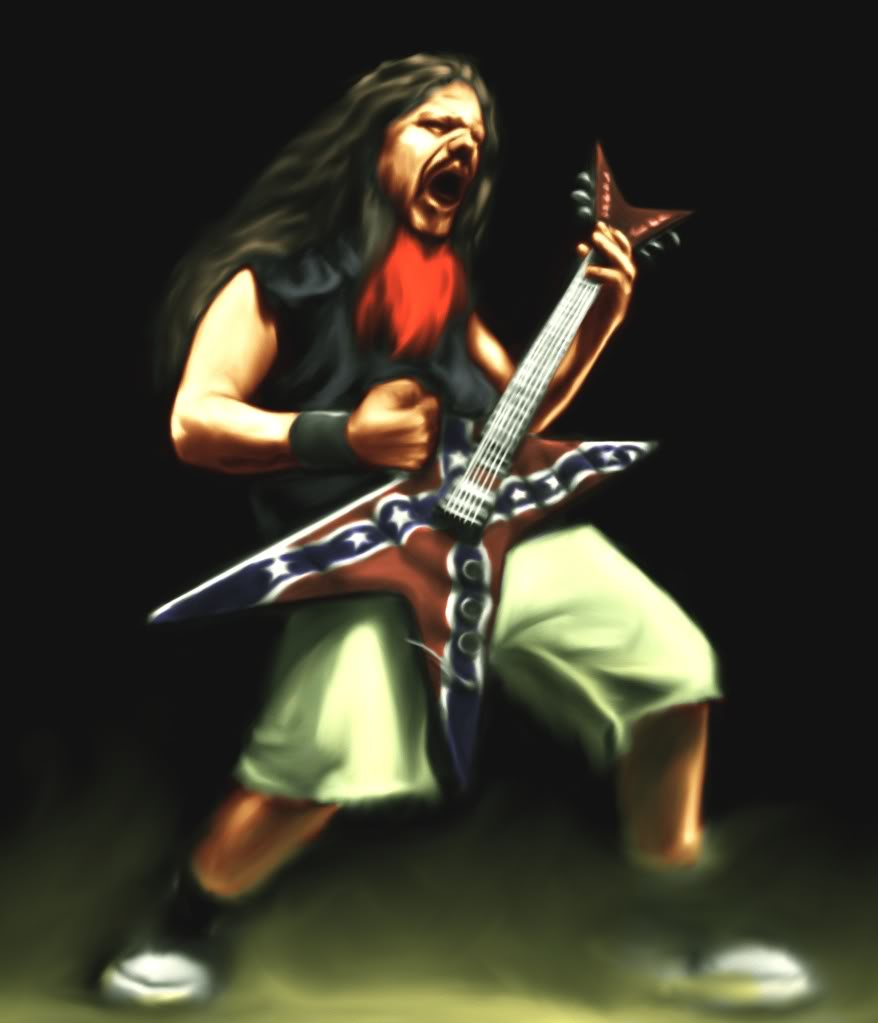
نقاشی از دارل لنس ابوت

پدرش جری ابوت ترانه‌سرای کانتری و تهیه‌کنندهٔ موسیقی بود. دارل که از سنین نوجوانی نواختن گیتار را آغاز کرد، در سال ۱۹۸۱ همراه با برادرش وینی پال(درامز) گروه موسیقی پنترا را بنیان گذاردند.
یک سال بعد رکس براون(گیتار باس) و در سال ۱۹۸۷ فیل انسلمو(خواننده) به آن‌ها پیوستند تا گروه به ترکیب دلخواه دست یافت.
پنترا بعدها تبدیل به یکی از گروه‌های تاثیرگذار موسیقی متال و توسعه‌دهندگان ترش متال شد. پنجمین آلبوم پنترا به‌نام کابوی‌هایی از جهنم که در سال ۱۹۹۰ منتشر شد از آلبوم‌های مهم ترش و گرو متال به‌شمار می‌آید.